# 库瑟尔
库瑟尔（德語：Kusel，發音：[ˈkuːzl̩] ⓘ）是德国莱茵兰-普法尔茨州库瑟尔县的城市，也是库瑟尔县的县治，面积14.37平方千米，2023年12月31日人口为6,057人。